# アノ・リオシア駅
アノ・リオシア駅（ギリシア語: Σιδηροδρομικός Σταθμός Άνω Λιοσίων，英語: Ano Liosia Railway Station）はギリシャのアテネ都市圏、西アッティカ県のフィリ（Φυλή）にあるギリシャ国鉄の駅。アテネ都市圏の環状高速道路A6の中央分離帯部分に駅舎がある。
将来的に、アテネ地下鉄 2号線を当駅付近まで延伸する計画がある。

## 路線
ギリシャ国鉄 プロアスティアコス（近郊鉄道）
- アテネ国際空港 – キアト 線

2014年夏ダイヤでは、アテネ国際空港行き及びキアト行きがそれぞれ1日6本運行されている。
- ピレウス – ハルキダ 線

2014年夏ダイヤでは、アテネ駅方面との間を折り返す列車が1時間に1本程度運行されている。